# Eugenio Giannini
Eugenio „Gene“ Giannini (* 1910 in Bari, Apulien, Italien; † 20. September 1952 in East Harlem, New York City) war ein italo-amerikanischer Mobster im Umfeld der Genovese-Familie und Lucchese-Familie; aber insbesondere von Lucky Luciano nach dessen Abschiebung 1946 nach Italien.

## Leben

### Frühe Jahre
Gianinni kam als Kind nach New York City und wuchs in Greenwich Village auf; andere Quellen geben stattdessen die Bronx und Harlem an. Als Jugendlicher soll er mit dem Boxen begonnen und 13 Siege durch Knockout erzielt haben.
Wie Gianinni Verbrecherkarriere begann ist unklar. Sein erster Eintrag in seiner Polizeiakte beruht auf einen Raubüberfall, der ihm 1927 einige Monate Gefängnis in Newport R.I einbrachte; 1928 wurde er wegen Tragens einer Waffe zu einer Gesamtstrafe von fünf Jahren Gefängnis in Dannemora verurteilt. 1934 war er erneut in einen Raubüberfall verstrickt; außerdem hatte er während einer Kontrolle einen Polizisten erschossen. Bei der Schießerei zwischen ihm, seinen Komplizen und dem Polizisten wurde nicht nur der Polizist getötet, sondern auch drei weitere unbeteiligte Personen verletzt. Gianinni wurde aber nie angeklagt.
Bevor er seine Karriere als illegaler Geschäftsmann der Unterwelt aufnahm, war er als Aufpasser in Restaurants der High Society tätig. Seine Aufgabe war es u. a. die Gäste vor Belästigungen zu bewahren. Dazu gehörte auch, das damals häufige Werfen von Stinkbomben in Restaurants zu verhindern. Außerdem überwachte er die Küche, um zu verhindern, dass dort minderwertige Ware zum Einsatz kam.
Dieser für damalige Verhältnisse gut bezahlte Job genügte ihm nicht und so stieg er in das Wettgeschäft – insbesondere bei Pferderennen – und in den Drogenhandel ein. Bei letzterem wurde er allerdings ertappt und 1942 zu 15 Monaten Gefängnis verurteilt. Während seiner Haft lernte er Lucky Luciano kennen. Der ehemalige Kopf der Genovese-Familie saß seit 1936 im Gefängnis, verfügte aber weiterhin über gute Kontakte nach draußen.

### Europa
Auf Anregung von Luciano begann er nach dem Krieg einen Schmugglerring mit dem neuartigen Penicillin von den USA nach Italien aufzubauen und brachte in Frankreich falsche US-Dollar-Noten in Umlauf, da dieses dort als leichter als andernorts galt. Allerdings wurde er durch einen seiner Helfer verraten. Da dieser sich vor Gericht an nichts mehr erinnern wollte, scheiterte der Prozess.
Offenbar hatte sich Giannini bereits 1942 während seiner Haft vom Federal Bureau of Narcotics (FBN), einer Unterbehörde, die zum US-amerikanischen Schatzamt gehörte und den aufkommenden Handel mit harten Drogen bekämpfte, als Spitzel anwerben lassen. Giannini schaffte es lange Zeit, weder Mitglieder der La Cosa Nostra zu verraten, noch als Informant aufzufliegen. Immerhin schützte ihn seine Spitzeltätigkeit vor Ermittlungen wegen seiner illegalen Aktivitäten; allerdings wurde er durch einen seiner Helfer verraten. Da dieser sich vor Gericht an nichts mehr erinnern wollte, scheiterte der Prozess.

### Das Ende
Als er 1950 wieder Penicillin und andere Ware nach Italien schmuggelte, um auf dem Rückweg Heroin mitzunehmen, wurde er in Neapel von der Polizei mit einer großen Summe Falschgeld ertappt. Er wurde im Gefängnis Poggio Reale inhaftiert und kontaktierte von dort den Chef der FBN Charles Siragusa. Offenbar hat er diesem Informationen über Lucky Luciano versprochen, der seit seiner Abschiebung nach Italien 1947 in Neapel lebte. Vermutlich gelang es diesem die italienischen Behörden zur Freilassung von Ganinni zu bewegen, der umgehend in die USA zurückkehrte.
Luciano erhielt Kenntnis von Gianninis Angebot und gab die Information nach New York City weiter. Trotz der Spannungen zwischen Vito Genovese und Luciano bedeutete dies das Todesurteil für Giannini. Der „hit contract“ (am. = Mordauftrag) wurde an Tony Bender (alias Anthony Strollo) delegiert. Am 20. September 1952 wurde Eugenio Giannini von Joe Valachi, Joseph und Pasquale Pagano in East Harlem auf offener Straße niedergeschossen. Als Mittäter fungierte auch Fiore „Fury“ Siano, ein Neffe von Valachi, der sich auf diese Weise seine ersten Sporen zur Aufnahme in die „Familie“ verdiente.

## Nachlass
Die Leiche wurde am Folgetag in der 221 East 107th Street in Harlem gefunden, was zu Spekulationen führte, ob die Ermordung eine spezielle Warnung der 107 Street Crew, der Giannini zugeordnet war, an alle potentiellen Pentiti gewesen sein könnte. Allerdings stellte sich später heraus, dass Giannini noch lebend in der Nähe des Jefferson Major Athletic Club an der 2nd Avenue gefunden worden war; als Giannini auf dem Weg ins Krankenhaus im Auto verstarb, warfen ihn die verhinderten Retter aus dem Wagen, um keine Schwierigkeiten mit der Polizei zu bekommen.
Die Hintergründe der Tat wurden durch Valachi offenkundig, als dieser in den 1960er Jahren zum Pentito wurde und auch über diesen Mordfall berichtete.